# Pierrerue (Hérault)
Pierrerue é uma comuna francesa na região administrativa de Occitânia, no departamento de Hérault. Estende-se por uma área de 11,7 km². Em 2010 a comuna tinha 299 habitantes (densidade: 25,6 hab./km²).